# Blue Groove
Blue Groove è un album di Gene Ammons, pubblicato dalla Prestige Records nel 1982. I brani furono registrati il 27 aprile 1962 a Chicago (Illinois).

## Tracce
Lato A
1. Blue Groove – 4:23 (Gene Ammons)
2. You Better Go Now – 3:19 (B. Reichner, I. Graham)
3. It Never Goes Away – 7:53 (Clarence Sleepy Anderson)
4. Blinky – 3:34 (Gene Ammons)

Lato B
1. Yea! – 3:12 (Gene Ammons)
2. Someone to Watch Over Me – 5:33 (George Gershwin, Ira Gershwin)
3. Sleepy – 4:47 (Clarence Sleepy Anderson)
4. The Masquerade Is Over – 4:43 (Allie Wrubel, Herb Magidson)

## Musicisti
- Gene Ammons - sassofono tenore
- Clarence Sleepy Anderson - pianoforte, organo
- sconosciuto - chitarra
- sconosciuto - contrabbasso
- sconosciuto - batteria
- sconosciuto - voce